# Onobrychis argentea
Onobrychis argentea es una especie del género Onobrychis, de la familia de las fabáceas.

## Descripción
Sufrútice o arbusto que alcanza un tamaño de hasta de 70 cm de altura, seríceo o tomentoso. Tallos hasta de 50 cm, decumbentes o ascendentes, ± densamente pelosos, con indumento aplicado o patente, rara vez subglabros. Hojas 3-10(12) cm, las basilares con pecíolo largo, las medias subsentadas, con 6-12 pares de folíolos; folíolos de (3)4,5-12(17) x1,5-4 mm, estrechamente elípticos o estrechamente obovado-elípticos, los de las hojas basilares generalmente más anchos, glabros o con pelos dispersos por su haz, ± seríceos por el envés.
Inflorescencias generalmente con más de 10 flores; pedúnculo de 10-30 cm, (2,5)3-4 veces más largo que la hoja axilante; brácteas 2-3,5 mm, ovadas o lanceoladas, esparcidamente tomentosas. Flores conbractéolas de 0,4-0,7(1) mm. Cáliz con tubo de 1,5-2(2,5) mm, escasamente tomentoso; dientes (3)4-5,5(6) mm, 2 o más veces más largos que el tubo, estrechamente triangulares, ± setáceos, con indumento patente, más abundante sobre el nervio medio, margen y cara interna. Corola c. 1,5 veces más larga que el cáliz, rosada, con nervios purpúreos; estandarte 9,5-11,5 mm, algo más corto o menos de 1 mm más largo que la quilla, anchamente elíptico o anchamente obovado; alas (2,5)3-4 mm, bastante más cortas que el cáliz; quilla 9,5-12 mm, curvada en ángulo recto. Fruto 5-6 x 3-4,5 mm, de contorno semiorbicular osemiobovado, ± espinoso, ± densamente cubierto por pelos cortos –menos de 1 mm–, aplicados o patentes; margen dorsal con 5-7 espinas de 0,4-1,5(2) mm; caras con espinas de 0,2-0,8(1) mm, frecuentemente reducidas a pequeños tubérculos.

## Distribución y hábitat
Se encuentra en  matorrales y pastizales, en substratos básicos –calizas, arcillas y margas– o ultrabásicos –dolomías–; a una altitud de 700-1900 metros en la península ibérica, S de Francia (Pirineos) y Norte de África. Mitad E de España, excepto el extremo NE. 

## Taxonomía
Onobrychis argentea fue descrita por Pierre Edmond Boissier y publicado en Voyage botanique dans le midi de l'Espagne 2: 188. 1840.
Etimología
Onobrychis: nombre genérico que se compone de dos términos griegos: όνος (onos), = burro  y "βρύκω" (brýko), que significa comer con avidez, al referirse a la capacidad de atracción de los burros por esta planta.
argentea: epíteto latino que significa "plateado".
Sinonimias
- Onobrychis conferta subsp. argentea (Boiss.) Guitt. & Kerguelen[4]
- Onobrychis aragonensis Pau
- Onobrychis conferta subsp. hispanica (Širj.) Guitt. & Kerguélen
- Onobrychis hispanica Širj.
- Onobrychis peduncularis var. microdonta Pau
- Onobrychis valentina Pau[5]

## Nombres comunes
Castellano: esperceta, pimpirigallo, pipirigallo, pirigallo borde.